# Habronattus pretiosus
Habronattus pretiosus är en spindelart som beskrevs av Bryant 1947. Habronattus pretiosus ingår i släktet Habronattus och familjen hoppspindlar. Inga underarter finns listade i Catalogue of Life.